# 宍道広慶
宍道 広慶（しんじ ひろよし、享保元年（1716年） - 明和6年9月24日（1769年10月23日））は、江戸時代中期の萩藩毛利家の重臣。出雲源氏尼子氏の分流宍道氏の15代。
父は益田就高。母は側室。正室は日野元孝の娘。子は就益、浦就尹、堅田正昭。諱は氏慶、広慶。通称は幸七郎、式部、外記、備前。

## 生涯
享保元年（1716年）、問田益田家の益田就高の三男に生まれた。実兄繁沢利充（益田広堯）と広慶が生まれた時、すでに父の養嗣子に元方がいた。このため同じ寄組である宍道元行の養嗣子となり、毛利宗広の偏諱を貰い広慶と名のる。享保16年（1731年）、元行の死去にともない家督を相続した。その後、藩の重職に就き、のちに兄の益田広堯とともに加判役となる。
明和6年（1769年）死去。享年54。家督は嫡男の就益が相続した。